# Episema hypoxantha
Episema hypoxantha är en fjärilsart som beskrevs av Charles Boursin 1955. Episema hypoxantha ingår i släktet Episema och familjen nattflyn. Inga underarter finns listade i Catalogue of Life.